# Avvento (dramma)
Avvento (in svedese Advent) è una dramma del drammaturgo svedese August Strindberg.
Scritto nel 1898, questo dramma, concepito da Strindberg come un dramma natalizio per bambini: «una féerie seria nello stile delle fiabe di Andersen, dove non ci sono fate e folletti ma solo i grandi imperscrutabili Invisibili che conducono il gioco».
Racconta la vicenda di un giudice e della sua moglie che sono cattivi nei confronti dei figli e che "credono di essere sempre nel giusto". Sprofondano in un inferno swedenborghiano, dove vedono, nel mausoleo che si sono eretti per riposare in pace, fantasmi e peccati capitali. Si vede comunque un finale che concede una via d'espiazione ai due dannati, con lo spuntare della stella dell'Avvento e una visione del presepe con Gesù bambino.
Il dramma viene pubblicato l'anno seguente alla scrittura, insieme a Delitto e delitto con un unico titolo: "Innanzi alla corte suprema" (Vid Högre rätt).